# 沈位
沈位（1529年—1572年），字道立，號虹台，直隸蘇州府吳江縣（今蘇州市吳江區）人，明朝政治人物。嘉靖甲子應天解元，隆慶戊辰進士，官至翰林院檢討。

## 生平
嘉靖四十三年（1564年）甲子科應天府鄉試第一名。隆慶二年（1568年），登戊辰科會試第七名，第三甲第二百八十九名進士。六月考选庶吉士，四年三月授翰林院检讨，五月充《世宗实录》纂修官，隆慶六年（1572年）四月奉使册封肅王，所坐舟船经过淮宁时，与杭州卫所属千户陈镇等人争道，被镇等率诸漕卒殴打致死。年44岁。

## 著作
著有《柔生斋稿》、《沈氏族谱》等。

## 家族
曾祖父沈奎，贈刑科給事中；祖父沈漢，戶科左給事中；父沈嘉謨，監生。母盛氏；繼母夏氏。慈侍下。兄仕、化（监生）、弟僑（监生）、僎、象道（监生）、倬。